# 柳崇
柳 崇（りゅう すう、生没年不詳）は、北魏の官僚・政治家。字は僧生。本貫は河東郡解県。

## 経歴
秀才に挙げられ、太尉主簿・尚書右外兵郎中を初任とした。河東郡と河北郡の塩池をめぐる境界争いを調停するため、孝文帝の命を受けて検断におもむいた。また荊州・郢州の新領土の民心を安定させるために派遣された。帰還すると、太子洗馬・河東郡邑中正となった。中塁将軍・散騎侍郎に転じた。司空司馬となり、衛尉少卿を兼ね、また邑中正を兼ねた。河北郡太守として出向した。在官のまま死去した。享年は56。輔国将軍・岐州刺史の位を追贈された。諡は穆といった。

## 逸話
柳崇が河北郡太守となったとき、郡民の張明の馬が盗まれる事件が起こって、十数人が疑われた。柳崇はおのおのと面談して雑談をしながら様子をうかがい、真犯人の呂穆ら2人を捕らえて、残りは釈放した。

## 子女
- 柳慶和（軽車将軍・給事中・河東郡邑中正）
- 柳楷（字は孝則、中軍将軍、撫軍司馬）

## 伝記資料
- 『魏書』巻45 列伝第33
- 『北史』巻27 列伝第15